# Емі Лоуелл
Емі Лоуренс Лоуелл (англ. Amy Lawrence Lowell; 9 лютого 1874 — 12 травня 1925) — американська поетеса імажинської школи письменниця та світська особа, що пропагувала повернення до класичних цінностей. Посмертна лауреатка Пулітцерівської премії за поезію в 1926 році.

## Життєпис

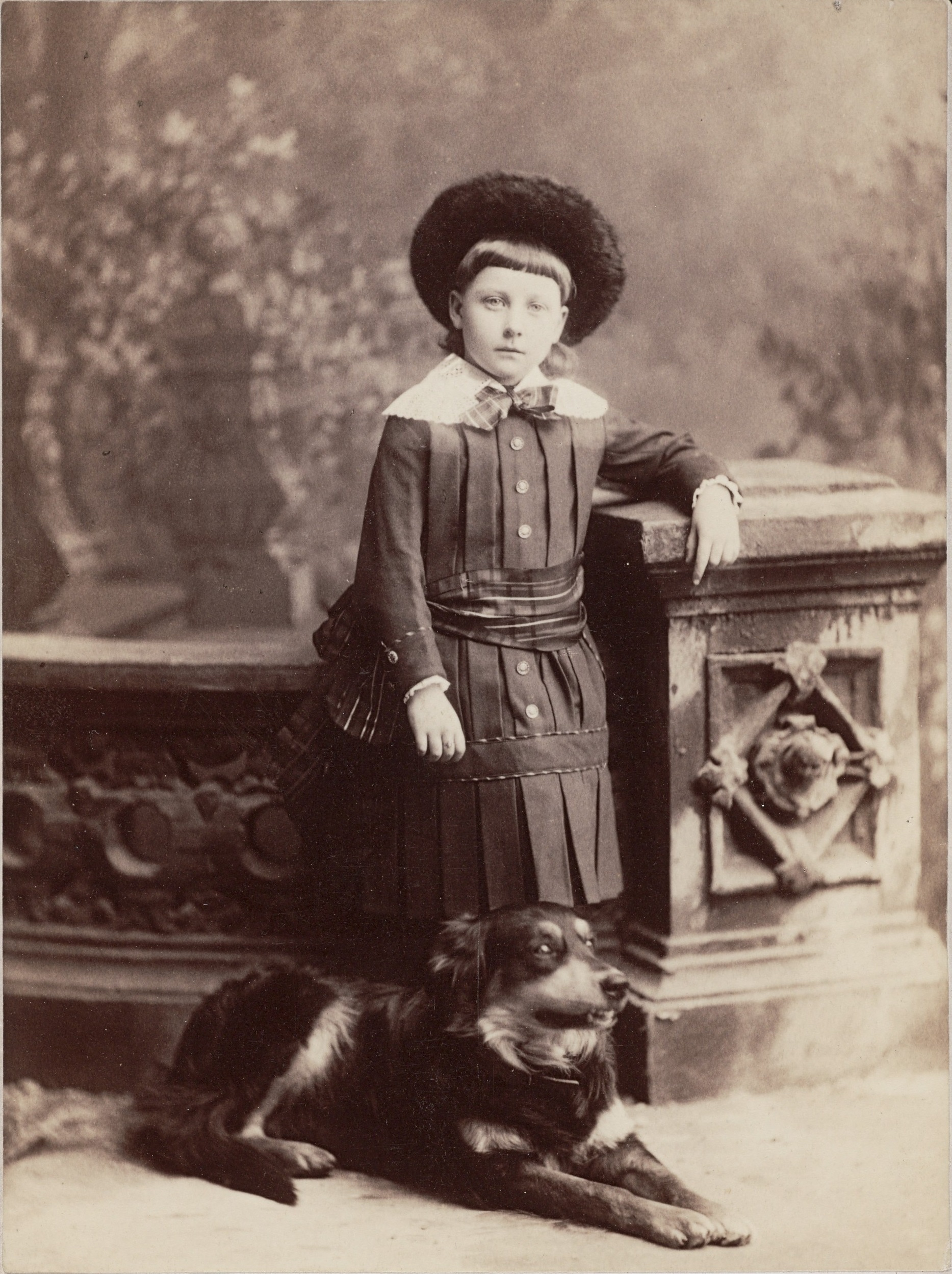
Лоуелл у дитинстві

Народилася 9 лютого 1874 року в Бостоні, штат Массачусетс, у сім'ї Августа Лоуелла і Кетрін Бігелоу Лоуелл. Вона була членом родини брахманів Лоуелл, серед її братів і сестер були астроном Персіваль Лоуелл, педагог і юрист Ебботт Лоуренс Лоуелл та Елізабет Лоуелл Путнам, одна з перших активісток допологового догляду. Вони були правнуками Джона Лоуелла і, з боку матері, онуками Еббота Лоуренса.
Школа була джерелом великого розпачу для юної Емі Лоуелл. Вона вважала, що в неї розвиваються «чоловічі» та «потворні» риси, і вона була ізгоєм суспільства. Серед однокласників вона мала репутацію відвертої та самовпевненої людини.
Лоуелл ніколи не відвідувала коледж, тому що її родина не вважала це належним для жінки. Вона компенсувала це захопленням читанням і майже одержимим колекціонуванням книг. Жила як світська левиця і багато подорожувала, звернувшись до поезії в 1902 році (у 28 років) після того, як її надихнула вистава Елеонори Дузе в Європі. Почавши кар’єру поетеси вже за 30, Лоуелл стала захопленою студенткою та послідовницею мистецтва.
Лоуелл була лесбійкою, у 1912 році її та акторку Аду Дуаєр Рассел вважали коханками. Рассел є предметом більш еротичних творів Лоуелл, особливо віршів про кохання, що містяться в «Двоє говорять разом», підрозділі «Картинки плаваючого світу». Жінки разом вирушили до Англії, де Лоуелл познайомилася з Езрою Паундом, який відразу став великим впливом і головним критиком її творчості. Паунд вважав те, що Лоуелл прийняла імажинізм, свого роду викрадення руху. Лоуелл була романтично пов’язана з письменницею Мерседес де Акоста, але єдиним доказом контактів між ними є коротке листування про запланований меморіал Дузе.
Лоуелл була невисокою, але імпозантною, збирала волосся в пучок і носила пенсне. Не вступала в шлюб та не мала дітей.
Лоуелл публічно курила сигари, як часто згадували тогочасні газети. Через ендокринні проблеми вона постійно страждала від надмірної ваги. Проте шанувальники захищали її навіть після смерті. Гейвуд Браун у некролозі Лоуел писав: «На поверхні вона була Лоуелл, жителькою Нової Англії та старою дівою. Але всередині все було розплавлене, як ядро землі... Якби ще хоч один грам емоцій, Емі Лоуелл спалахнула б і згоріла в попелі».
Лоуелл померла від крововиливу в мозок у 1925 році у 51 рік. Похована на кладовищі Маунт-Оберн. Наступного року вона була нагороджена Пулітцерівською премією за поезію за «What's O'Clock». До цієї збірки увійшов патріотичний вірш «Бузок».

## Літературна діяльність
Її перша опублікована робота з'явилася в 1910 році в Atlantic Monthly. Перша опублікована збірка її поезій «A Dome of Many-Coloured Glass» вийшла через два роки, у 1912 році. Додаткова група незібраних віршів була додана до тому The Complete Poetical Works of Amy Lowell, опублікованого в 1955 році зі вступом Унтермеєра, який вважав себе її другом.
Хоча вона іноді писала сонети, Лоуелл була першою з прихильників методу поезії «вільного вірша» та однією з головних поборників цього методу. Вона відзначила це у своїй передмові до «Sword Blades and Poppy Seed» в «North American Review» за січень 1917 року; у заключному розділі «Tendencies in Modern American Poetry»; а також у The Dial (17 січня 1918 р.), як: «Визначення vers libre таке: віршована форма, заснована на каденції. Щоб зрозуміти vers libre, треба відмовитися від будь-якого бажання знайти в ньому рівний ритм метричних стоп. Треба дозволити рядкам текти так, як це відбувається, коли їх читає вголос розумний читач. Або, інакше кажучи, неримована каденція «побудована на «органічному ритмі», або ритмі голосу, що говорить, з його необхідністю дихання, а не на строгій метричній системі. Вільний вірш у власному законі каденції не має абсолютних правил; воно не було б «вільним», якби було».
Унтермеєр пише, що «вона була не тільки тривожною, але й пробуджувальною». У багатьох віршах Лоуелл обходиться без розривів рядків, щоб твір на сторінці виглядав як проза. Цей прийом вона назвала «поліфонічною прозою».
Протягом усього свого життя Лоуелл була популяризаторкою як сучасних, так і історичних поетів. Її книга Fir-Flower Poets була поетичною переробкою дослівних перекладів творів давньокитайських поетів, зокрема Лі Бо (701–762). Вона також писала критичні праці з французької літератури. На момент смерті вона намагалася завершити двотомну біографію Джона Кітса (робота над якою довгий час була зірвана через відмову співпрацювати з Ф. Голландом Деєм, чия приватна колекція Кеатсіана включала листи Фанні Брон до Френсіс Кітс). Лоуелл писала про Кітса: «клеймо дивацтва — це ціна, яку короткозорий світ завжди стягує з генія».
Лоуелл публікувала не тільки власні твори, а й твори інших письменників. За словами Унтермеєра, вона «захопила» рух імажизму від Езри Паунда. Паунд погрожував подати на неї до суду за те, що вона випустила тритомну серію «Some Imagist Poets», а потім глузливо назвав американських імажистів рухом «Amygist». Паунд критикував її як не імажистку, а просто як багату жінку, яка могла фінансово допомогти публікації імажистської поезії. Вона сказала, що імажизм був слабким до того, як вона взялася за нього, тоді як інші казали, що він став слабким після «вигнання» Паунда до вортицизму.
Лоуелл написала принаймні два вірші про бібліотеки — «Boston Athenaeum» і «The Congressional Library» — протягом своєї кар’єри. Обговорення бібліотек також з’являється в її есе «Poetry, Imagination, and Education».

### Лесбійські поезії до Ади Дуайер Рассел
Партнерка Лоуелл Ада Дваєр Рассел була темою багатьох романтичних віршів Лоуелл, і Лоуелл хотіла присвятити свої книги Рассел, але вона не дозволила цього, поступившись лише один раз для біографії Лоуелл Джона Кітса, в якій Лоуелл написала, «To A.D.R., This, and all my books. A.L." Приклади цих віршів про кохання до Рассел включають Taxi, Absence, A Lady In a Garden,:xxi Madonna of the Evening Flowers, Opal, і Aubade. Лоуелл зізналася Джону Лівінгстону Лоусу, що Рассел була темою її серії романтичних віршів під назвою «Two Speak Together». Вірші Лоуелл про Рассел називають найбільш відвертою та елегантною лесбійською любовною поезією в період між стародавньою Сафо та поетами 1970-х років. Більшість приватного листування у формі романтичних листів між ними було знищено Рассел на прохання Лоуелл, залишивши багато невідомого про подробиці їхнього спільного життя.:47

## Спадщина
Після Першої світової війни про Емі Лоуелл майже забули, але жіночий рух у 1970-х і жіночі дослідження повернули до неї увагу, хоча, за словами Гейвуда Брауна, Лоуелл особисто виступала проти фемінізму.
Додатковими джерелами інтересу до Лоуелл сьогодні є антивоєнні настрої у вірші "Patterns"; її уособлення неживих предметів, як у "The Green Bowl" та "The Red Lacquer Music Stand"; та її лесбійські теми, включаючи любовні вірші, адресовані Аді Дуаєр Рассел у "Two Speak Together" та її вірші "The Sisters", який звертається до її попередниць-поетем.
Листування Лоуелл з її подругою Флоренс Ейско, письменницею та перекладачкою китайської літератури, було зібрано та опубліковано чоловіком Ейско, професором Гарлі Фарнсвортом Макнейром у 1945 році.

## Праці
- Fireworks. The Atlantic Monthly. 115. April 1915.

### Книги
- A Dome of Many-Coloured Glass. Houghton Mifflin company. 1912. Amy Lowell.
- Sword Blades and Poppy Seed. The Macmillan Company. 1914. Amy Lowell sword blades.
- Men, Women and Ghosts. The Macmillan company. 1916. Amy Lowell.
- Can Grande's Castle. The Macmillan Company. 1919. ISBN 0-403-00658-9.
- Pictures of the Floating World. The Macmillan company. 1919. ISBN 0-404-17128-1. Amy Lowell.
- Legends. Houghton Mifflin company. 1921. Amy Lowell.
- Fir-Flower Tablets. Houghton Mifflin Company. 1921. ISBN 0-88355-058-X. Amy Lowell fir.
- Lowell, Amy (1922). A Critical Fable. ISBN 9781408601471.
- What's O'Clock. Houghton Mifflin Company. 1925.
- East Wind. Houghton Mifflin company. 1926. Amy Lowell.
- Ballads for Sale. Houghton Mifflin company. 1927.
- The Complete Poetical Works of Amy Lowell. Houghton. 1955.
- ''Selected Poems of Amy Lowell'', ed. Melissa Bradshaw and Adrienne Munich, New Brunswick, NJ: Rutgers University Press, 2002.
- Naoki Ohnishi (ред.). Amy Lowell: Complete Poetical Works and Selected Writings in 6 vols. Kyo to: Eureka Press. ISBN 978-4-902454-29-1.
- The Complete Poetical Works of Amy Lowell with an introduction by Louis Untermeyer. Boston, Massachusetts: The Houghton Mifflin Company. (The Riverside Press, Cambridge), 1955.
- S. Foster Damon (1935). Amy Lowell: A Chronicle, With Extracts from her Correspondence. Boston: Houghton Mifflin Company.
- The Touch of You Amy Lowell's Poems of Love and Beauty selected by Peter Seymour. U.S.: Hallmark Cards, Inc. 1972. ISBN 0875292887.
- Men, Women And Ghosts. Kessinger Publishing, LLC. 2010. ISBN 978-1162673752.

### Критика
- Amy Lowell (1925). John Keats. Houghton Mifflin Company.

### Антологія
- Some imagist poets. Т. 3. Houghton Mifflin Company. 1917. ISBN 1-4191-4804-4.

### Поезія, покладена на музику
- - To a Friend, by Giselle Wyers. Santa Barbara Music Publishing, Inc.
  - Sea Shell, by Vicente Chavarria. Santa Barbara Music Publishing, Inc.
  - This Perfect Beauty, by Jenni Brandon. Santa Barbara Music Publishing, Inc.
  - A Winter Ride, by Misty L. Dupuis. Earth Cadence Publishing.
  - The Giver of Stars, by Jenni Brandon. Jenni Brandon Music.
  - A Dome of Many-Coloured Glass, by Dominick DiOrio. Hal Leonard.
  - A Sprig of Rosemary, by Jeffrey Van. Hal Leonard.
  - Absence, by Dominick DiOrio. G. Schirmer.
  - At Night, by Jenni Brandon. Jenni Brandon Music.
  - You Are the Music, by Victor C. Johnson. Chorister's Guild.
  - The Giver of Stars, by Joan Szymko. Independent Music Publishers Cooperative.
  - You Are the Music, by Joan Szymko. Independent Music Publishers Cooperative.

## Зовнішні посилання
- Твори Amy Lowell у проєкті «Гутенберг»
- Works by or about Amy Lowell at Internet Archive
- Works by Amy Lowell at LibriVox (public domain audiobooks)
- Poems by Amy Lowell and biography at Poetry Foundation
- "How Does the New Poetry Differ from the Old?; Amy Lowell Laments the Lack of Authoritative Criticism in America – Says No One Should Make a Living by Writing". The New York Times. March 26, 1916.